# Братство танцю
Братство танцю (англ. Stomp the Yard) — американська молодіжна музична драма 2007 року. У центрі фільму знаходиться молодий Ді Джей Вільямс, студент вигаданого Університету Блек, який змушений приєднатися до місцевого студентського братства. У результаті він виявляється втягнутий у протистояння між його братством і конкуруючим братством із цього університету, причиною якого стало мистецтво степу. Сценарій фільму був написаний Робертом Ейдітаєм і Грегорі Андерсоном, а режисерське крісло зайняв Сільвен Уайт. 
У фільмі зіграли Коламбус Шорт, Міган Гуд, Даррін Хенсон, Брайан Вайт, Лаз Алонсо та Валрі Петтіфорд з Гаррі Ленніксом, а також, у своїх дебютних фільмах, співаки R&B Ne-Yo та Кріс Браун.

## Сиквел
Rainforest Films анонсувала продовження Stomp the Yard під назвою Stomp the Yard: Homecoming. Студія найняла партнера Роба Харді для режисури. Коламбус Шорт, який зіграв головну роль в оригінальному випуску Sony Screen Gems, з’являється епізодично в ролі діджея. Інші учасники акторського складу включають Терренса Джея з 106 & Park, Тайлера Нельсона з Taking the Stage, колишню учасницю Cheetah Girls Кілі Вільямс, співачку/репера Теяну Тейлор, Пуча Холла з The Game та Miracle's Boys .